# De Driegreppel
De Driegreppel was een waterschap in de toenmalige Nederlandse gemeente Utingeradeel vlak ten westen van Akkrum, dat een zelfstandig overheidsorgaan was van 1916 tot 1977. 
De Driegreppel had met name de gelijknamige sloot (ook: Trigreppel), die een verbinding vormde (en vormt) tussen de Polsloot en de Meinesloot. Hoofdtaken van het waterschap waren bemaling van de polder en het onderhoud van een weg. Het waterschap had daarnaast dammen en dijken, drie bruggen, een draaikeer, een bemalingswerktuig in beheer. Initiatief voor de oprichting werd genomen door de gemeente, die belang bij het water van de Driegreppel had als bluswater. Het waterschap deed allerlei beheer zoals het baggeren van de sloot en het ophogen van kaden, schafte een windmotor aan en legde een dam aan op de plaats waar de Driegreppel uitmondde in de Polsloot. Aan het eind van haar bestaan kwam De Driegreppel in financiële problemen door een verouderde administratie. Sinds 1964 kon geen belasting meer geheven worden. De schuld liep op tot 30.000 gulden. Het waterschapsbestuur was tegen de nieuwe waterschapsindeling, desalniettemin ging De Driegreppel op in waterschap Boarnferd in 1967 bij de eerste waterschapsconcentratie in Friesland.
Na verdere fusies valt het gebied sinds 2004 onder Wetterskip Fryslân. Het gebied ligt tegenwoordig binnen de bebouwde kom van Akkrum.